# Asianidia octofasciata
Asianidia octofasciata är en insektsart som först beskrevs av Lindberg 1936.  Asianidia octofasciata ingår i släktet Asianidia och familjen dvärgstritar. Inga underarter finns listade i Catalogue of Life.